# Крамарич, Мартин
Мартин Крамарич (словен. Martin Kramarič; род. 14 ноября 1997, Ново-Место) — словенский футболист, атакующий полузащитник российского клуба «Сочи».

## Клубная карьера
Воспитанник клуба «Крка». 22 марта 2014 года в матче против «Марибора» дебютировал в чемпионате Словении. 12 апреля в поединке против «Рудара» забил свой первый гол за клуб. Летом перешёл в «Марибор». 23 мая 2015 года в матче против своего бывшего клуба «Крка» дебютировал за новую команду. Стал чемпионом Словении.
В начале 2016 года для получения игровой практики Крамарич на правах аренды перешёл в «Кршко». 6 марта в матче против клуба «Крка» дебютировал за новую команду. 23 апреля в поединке против столичной «Олимпии» забил свой первый гол за «Кршко».
Летом 2017 года Крамарич вернулся в «Марибор». 6 августа в матче против «Анкарана» забил свой первый гол за «Марибор». 13 сентября в поединке против российского «Спартака» дебютировал в Лиге чемпионов. 
В начале 2020 года Крамарич перешёл в «Браво» на правах аренды. Дебютировал 23 февраля в матче против «Табора». 17 июня в поединке против «Олимпии» забил свой первый гол за «Браво». По окончании аренды клуб выкупил трансфер игрока.
Летом 2023 года Крамарич перешёл в российский «Сочи». 23 июля в матче против «Балтики» дебютировал в РПЛ. В этом же поединке Мартин забил свой первый гол за «Сочи». 

## Карьера в сборной
13 января 2017 года в товарищеском матче против сборной Финляндии Крамарич дебютировал за сборную Словении, заменив во втором тайме Матея Пучко.

## Достижения
Клубные
«Марибор»
- Победитель Чемпионата Словении — 2014/2015